# Danh sách đĩa đơn quán quân Hot 100 năm 1988 (Mỹ)
Billboard Hot 100, công bố hàng tuần bởi tạp chí Billboard, là bảng xếp hạng các đĩa đơn thành công nhất tại thị trường âm nhạc Hoa Kỳ. Các số liệu cho việc xếp hạng được Nielsen SoundScan tổng hợp chung dựa trên doanh số đĩa thường và nhạc số và tần suất phát trên sóng phát thanh.

## Lịch sử xếp hạng
| Ngày phát hành   | Bài hát                                   | Nghệ sĩ                                |
| ---------------- | ----------------------------------------- | -------------------------------------- |
| Tháng 1 ngày 2   | "Faith"                                   | George Michael                         |
| Tháng 1 ngày 9   | "So Emotional"                            | Whitney Houston                        |
| Tháng 1 ngày 16  | "Got My Mind Set on You"                  | George Harrison                        |
| Tháng 1 ngày 23  | "The Way You Make Me Feel"                | Michael Jackson                        |
| Tháng 1 ngày 30  | "Need You Tonight"                        | INXS                                   |
| Tháng 2 ngày6    | "Could've Been"                           | Tiffany                                |
| Tháng 2 ngày13   | "Could've Been"                           | Tiffany                                |
| Tháng 2 ngày20   | "Seasons Change"                          | Exposé                                 |
| Tháng 2 ngày27   | "Father Figure"                           | George Michael                         |
| Tháng 3 ngày5    | "Father Figure"                           | George Michael                         |
| Tháng 3 ngày12   | "Never Gonna Give You Up"                 | Rick Astley                            |
| Tháng 3 ngày19   | "Never Gonna Give You Up"                 | Rick Astley                            |
| Tháng 3 ngày26   | "Man in the Mirror"                       | Michael Jackson                        |
| Tháng 4 ngày 2   | "Man in the Mirror"                       | Michael Jackson                        |
| Tháng 4 ngày 9   | "Get Outta My Dreams, Get into My Car"    | Billy Ocean                            |
| Tháng 4 ngày 16  | "Get Outta My Dreams, Get into My Car"    | Billy Ocean                            |
| Tháng 4 ngày 23  | "Where Do Broken Hearts Go"               | Whitney Houston                        |
| Tháng 4 ngày 30  | "Where Do Broken Hearts Go"               | Whitney Houston                        |
| Tháng 5 ngày 7   | "Wishing Well"                            | Terence Trent D'Arby                   |
| Tháng 5 ngày 14  | "Anything for You"                        | Gloria Estefan và Miami Sound Machine  |
| Tháng 5 ngày 21  | "Anything for You"                        | Gloria Estefan and Miami Sound Machine |
| Tháng 5 ngày 28  | "One More Try"                            | George Michael                         |
| Tháng 6 ngày 4   | "One More Try"                            | George Michael                         |
| Tháng 6 ngày 11  | "One More Try"                            | George Michael                         |
| Tháng 6 ngày 18  | "Together Forever"                        | Rick Astley                            |
| Tháng 6 ngày 25  | "Foolish Beat"                            | Debbie Gibson                          |
| Tháng 7 ngày 2   | "Dirty Diana"                             | Michael Jackson                        |
| Tháng 7 ngày 9   | "The Flame"                               | Cheap Trick                            |
| Tháng 7 ngày 16  | "The Flame"                               | Cheap Trick                            |
| Tháng 7 ngày 23  | "Hold On to the Nights"                   | Richard Marx                           |
| Tháng 7 ngày 30  | "Roll With It"                            | Steve Winwood                          |
| Tháng 8 ngày 6   | "Roll with It"                            | Steve Winwood                          |
| Tháng 8 ngày 13  | "Roll with It"                            | Steve Winwood                          |
| Tháng 8 ngày 20  | "Roll with It"                            | Steve Winwood                          |
| Tháng 8 ngày 27  | "Monkey"                                  | George Michael                         |
| Tháng 9 ngày 3   | "Monkey"                                  | George Michael                         |
| Tháng 9 ngày 10  | "Sweet Child o' Mine"                     | Guns N' Roses                          |
| Tháng 9 ngày 17  | "Sweet Child o' Mine"                     | Guns N' Roses                          |
| Tháng 9 ngày 24  | "Don't Worry, Be Happy"                   | Bobby McFerrin                         |
| Tháng 10 ngày 1  | "Don't Worry, Be Happy"                   | Bobby McFerrin                         |
| Tháng 10 ngày 8  | "Love Bites"                              | Def Leppard                            |
| Tháng 10 ngày 15 | "Red Red Wine"                            | UB40                                   |
| Tháng 10 ngày 22 | "Groovy Kind of Love"                     | Phil Collins                           |
| Tháng 10 ngày 29 | "Groovy Kind of Love"                     | Phil Collins                           |
| Tháng 11 ngày 5  | "Kokomo"                                  | The Beach Boys                         |
| Tháng 11 ngày 12 | "Wild, Wild West"                         | The Escape Club                        |
| Tháng 11 ngày 19 | "Bad Medicine"                            | Bon Jovi                               |
| Tháng 11 ngày 26 | "Bad Medicine"                            | Bon Jovi                               |
| Tháng 12 ngày 3  | "Baby, I Love Your Way / Freebird Medley" | Will to Power                          |
| Tháng 12 ngày 10 | "Look Away"                               | Chicago                                |
| Tháng 12 ngày 17 | "Look Away"                               | Chicago                                |
| Tháng 12 ngày 24 | "Every Rose Has Its Thorn"                | Poison                                 |
| Tháng 12 ngày 31 | "Every Rose Has Its Thorn"                | Poison                                 |